# Miss Angola
Miss Angola fue fundada en el año 1997, en el cual se hace elección de la mujer más bella de Angola y representar al país en Miss Universo. Angola hace su debut en Miss Universo 1998. Este concurso de Miss Angola se realiza anualmente y la ganadora va al Miss Universo y el 2.º lugar a Miss Mundo.

## Historia
Miss Angola es el certamen de belleza más importante del país africano, participó por primera vez en Miss Universo 1998 y se ha colocado en 2 ocasiones en el TOP 15 (2003 y 2004), también ha obtenido un TOP 10 (2007) y una Miss Universo en el año 2011.